# 2025 en Grèce
Chronologie de la Grèce
- 2021
- 2022
- 2023
- 2024
- 2025
- 2026
- 2027
- 2028
- 2029

Cette page concerne les évènements survenus en 2025 en Grèce

## Événements
- 25 et 31 janvier, 6 et 12 février : élection présidentielle, Konstantínos Tasoúlas est élu au 4e tour.
- 26 janvier : début de l'essaim de séismes de Santorin.

## Sport
- Championnat de Grèce de football 2024-2025
- Championnat de Grèce de football 2025-2026

## Décès
- 5 janvier : Konstantínos Simítis, personnalité politique et Premier ministre de Grèce[1]